# Stutbuch

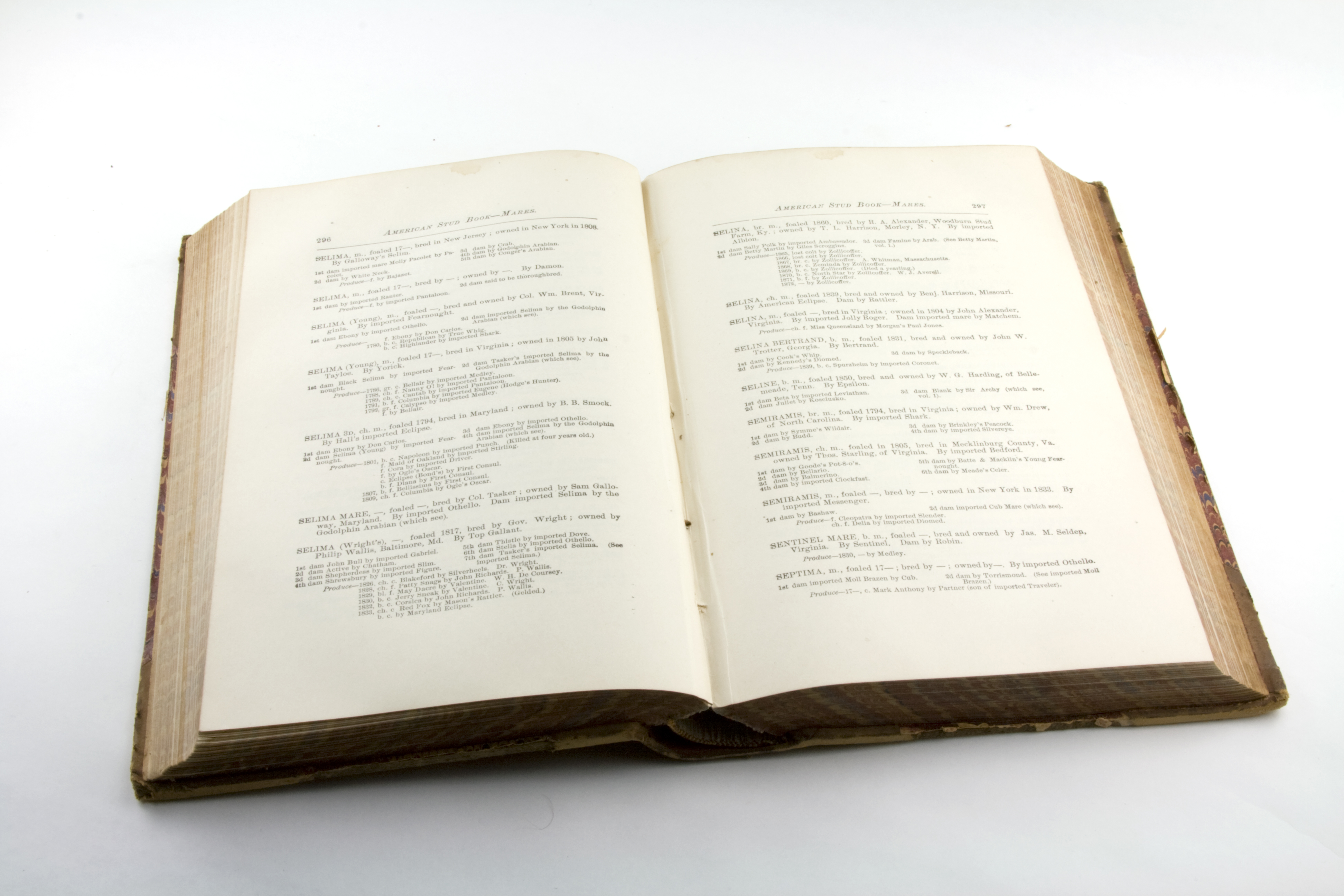
American Stud Book, das vom amerikanischen Jockey Club geführt wird

Ein Stutbuch ist das Zuchtbuch oder das Pferderegister einer Pferderasse. Es dient einer gezielten Pferdezucht und wird von dem zuständigen Zuchtverband geführt.

## Geschichte
Das General Stud Book ist das erste moderne Zuchtbuch. Es wurde 1793 in England angelegt und dokumentiert bis heute die Abstammung des Englisches Vollbluts.
In Deutschland begann die gezielte Vollblutzucht um 1800 in Mecklenburg. Das erste deutsche Zuchtbuch war das Norddeutsche Gestütbuch von 1842, der Vorläufer des 1. Allgemeinen Deutschen Gestütbuchs (ADGB). Darin wurden alle in Deutschland gezogenen Vollblutpferde erfasst. In das ADGB werden nur Pferde eingetragen, die sich lückenlos auf die im englischen General stud book eingetragenen Stammeltern zurückverfolgen lassen.

## Zuchtbücher

### Stutbuch
Jede Zuchtstute muss in einem Stutbuch eingetragen sein. Diese Eintragung erfolgt nicht automatisch bei der Geburt, sondern die Stute muss, frühestens dreijährig, einer Kommission des jeweiligen Zuchtverbandes vorgestellt werden. Bei den meisten Rassen gibt es mehrere Stutbücher (Hauptstutbuch, Stutbuch, Vorbuch), die je nach Zuchtverband unterschiedlich genannt werden. Die Aufnahme der Stuten erfolgt meist auf einer Stutenschau im 3. oder 4. Lebensjahr nach der Beurteilung von Temperament, Typ, Gebäude, den Grundgangarten, gegebenenfalls Zugtest oder Freispringen. Es können auch ältere Stuten vorgestellt werden oder Tiere aufgrund von sportlichen Leistungen in das Stutbuch aufgenommen werden. Bei offenen Stutbüchern kann eine Stute, deren Eltern nicht eingetragen sind, in das Vorbuch eingetragen werden. Stuten, die dem Zuchtziel in besonderem Maße entsprechen, können prämiert werden (Staatsprämienstute, Prämienstute oder Elitestute).

### Hengstbuch
Gekörte Hengste, die zur Zucht zugelassen sind, werden in das Hengstbuch, auch Hengstregister genannt, eingetragen. Die Hengstbücher sind folgendendermßen gegliedert:
- Hengstbuch I: für Hengste mit Körung und Hengstleistungsprüfung, ab Herbst 2014 ist zudem die erfolgreiche Ablegung eines 30- oder 70-Tage-Testes zwingend erforderlich[6]
- Hengstbuch II: für gesunde Hengste bekannter Abstammung, die nicht gekört sind oder die Hengstleistungsprüfung fehlt
- Vorbuch

### Fohlen
Wenn beide Elterntiere eingetragene Zuchttiere bei einem Zuchtverband sind, kann das Fohlen beim Zuchtverband eingetragen werden, einen Pferdepass und eine Eigentumsurkunde erhalten sowie gebrannt (in Deutschland bis 2018), beziehungsweise mit einem Mikrochip gekennzeichnet werden. Für eine Registrierung ist der vom Hengsthalter ausgestellte Deckschein sowie die Abfohlmeldung notwendig. Die Eintragung erfolgt meist durch die zuständigen Brennbeauftragten oder im Rahmen einer Fohlenschau.
Fohlen, deren Mutter im Hauptstutbuch oder Stutbuch und deren Vater im Hengstbuch I eines Verbandes eingetragen sind, erhalten einen Abstammungsnachweis (volle Papiere). Fohlen, deren Mutter im Vorbuch oder deren Vater im Hengstbuch II eingetragen sind, erhalten eine Geburtsbescheinigung (halbe Papiere).

## Zuchtstättennamen
Pferde erhalten einen Zuchtnamen, der von ihrem eingetragenen Sportnamen unterscheiden kann.
Gestüte und Züchter können bei der FN einen Zuchtstättennamen beantragen. Die Zuchtstättennamen werden von der FN Central Prefix Register in England eingetragen. Der Zuchtstättenname kann ein Präfix oder ein Suffix sein und darf, abgesehen von Begriffen wie "von der" u. ä., nur aus einem Wort bestehen. Er muss mindestens 3 und höchstens 20 Zeichen lang sein und muss sich von den bereits eingetragenen Zuchstättennamen unterscheiden. Bei allen Fohlen, bei denen diese Zuchtstätte als Züchter im Abstammungsnachweis eingetragen ist, dann wird dem Zuchtnamen des Fohlens der Zuchtstättenname vorangestellt oder angehängt und wird dann auch ins Zuchtbuch übernommen.